# 郊猫熊属
郊猫熊属（学名：Agriarctos）是熊科的一属。

## 下属物种
本属包括以下物种：
- Agriarctos nikolovi Jiangzuo & Spassov, 2022